# بخش قرقری
بخش قرقری، یکی از بخش‌های شهرستان هیرمند در استان سیستان و بلوچستان ایران است. مرکز این بخش، شهر قرقری است.

## تقسیمات کشوری
- بخش قرقری
  - دهستان قرقری
  - دهستان اکبرآباد

شهر: قرقری

## جمعیت
بر پایه سرشماری عمومی نفوس و مسکن در سال ۱۳۹۵، جمعیت بخش قرقری برابر با ۱۳٬۱۹۲ نفر بوده‌است.